# Artediellus schmidti
Artediellus schmidti és una espècie de peix pertanyent a la família dels còtids.

## Hàbitat
És un peix marí, demersal i de clima temperat que viu entre 25 i 125 m de fondària.

## Distribució geogràfica
Es troba al Pacífic nord-occidental: el sud de la mar d'Okhotsk i a prop de Sakhalín.

## Observacions
És inofensiu per als humans.